# Okonek (gemeente)
De gemeente Okonek is een stad- en landgemeente in het Poolse woiwodschap Groot-Polen, in powiat Złotowski.
De zetel van de gemeente is in Okonek.
Op 30 juni 2004 telde de gemeente 8975 inwoners.

## Oppervlakte gegevens
In 2002 bedroeg de totale oppervlakte van gemeente Okonek 325,88 km², waarvan:
- agrarisch gebied: 43%
- bossen: 41%

De gemeente beslaat 19,62% van de totale oppervlakte van de powiat.

## Demografie
Stand op 30 juni 2004:
| Omschrijving                   | Totaal | Totaal | Vrouwen | Vrouwen | Mannen | Mannen |
| ------------------------------ | ------ | ------ | ------- | ------- | ------ | ------ |
| eenheid                        | aantal | %      | aantal  | %       | aantal | %      |
| inwoners                       | 8975   | 100    | 4471    | 49,8    | 4504   | 50,2   |
| bevolkingsdichtheid (inw./km²) | 27,5   | 27,5   | 13,7    | 13,7    | 13,8   | 13,8   |

In 2002 bedroeg het gemiddelde inkomen per inwoner 1352,89 zł.

## Administratieve plaatsen (sołectwo)
Borki, Borucino, Brokęcino, Chwalimie, Ciosaniec, Drzewice, Glinki Mokre, Glinki Suche, Lędyczek, Lotyń, Lubniczka, Łomczewo, Pniewo, Podgaje, Węgorzewo Szczecineckie.

## Zonder de statussołectwo
Brzozówka, Czersk, Lubnica, Przybysław, Rydzynka, Skoki, Wojnówko

## Aangrenzende gemeenten
Borne Sulinowo, Czarne, Debrzno, Jastrowie, Lipka, Szczecinek, Złotów
- Virtual International Authority File: 306408923
- WorldCat: E39PBJxcWr3dbrhQB9QdtjDyVC